# Back from Beyond
Back from Beyond är det amerikanska death metal-bandet Massacres tredje studioalbum, som gavs ut april 2014 av Century Media Records.

## Låtförteckning
1. "The Ancient Ones" (instrumental) – 1:02
2. "As We Wait to Die" – 3:32
3. "Ascension of the Deceased" – 3:19
4. "Hunter's Blood" – 3:21
5. "Darkness Fell" – 2:59
6. "False Revelation" – 3:55
7. "Succumb to Rapture" – 3:33
8. "Remnants of Hatred	" – 2:29
9. "Shield of the Son" – 3:51
10. "The Evil Within" – 3:34
11. "Sands of Time" – 2:42
12. "Beast with Vengeance" – 3:16
13. "Back from Beyond" – 4:36
14. "Honor the Fallen" – 3:16

## Medverkande
Musiker (Massacre-medlemmar)
- Edwin Webb – sång
- Terry Butler – basgitarr
- Rick Rozz – gitarr
- Mike Mazzonetto – trummor

Bidragande musiker
- Tony Anderson – sång (spår 10)
- Static Sector (Andy Wallace) – programmering (spår 1)

Produktion
- Tim Vazquez – ljudtekniker, ljudmix, mastering
- Toshihiro Egawa – omslagskonst